# Tysklands Grand Prix 2010
Tysklands Grand Prix 2010, officiellt 2010 Großer Preis  Santander von Deutschland, var en Formel 1-tävling som hölls den 25 juli 2010 på Hockenheimring i Hockenheim, Tyskland. Det var den elfte tävlingen av Formel 1-säsongen 2010 och kördes över 67 varv. Vinnare av loppet blev Fernando Alonso för Ferrari, tvåa blev Felipe Massa för Ferrari och trea blev Sebastian Vettel för Red Bull.

## Kvalet

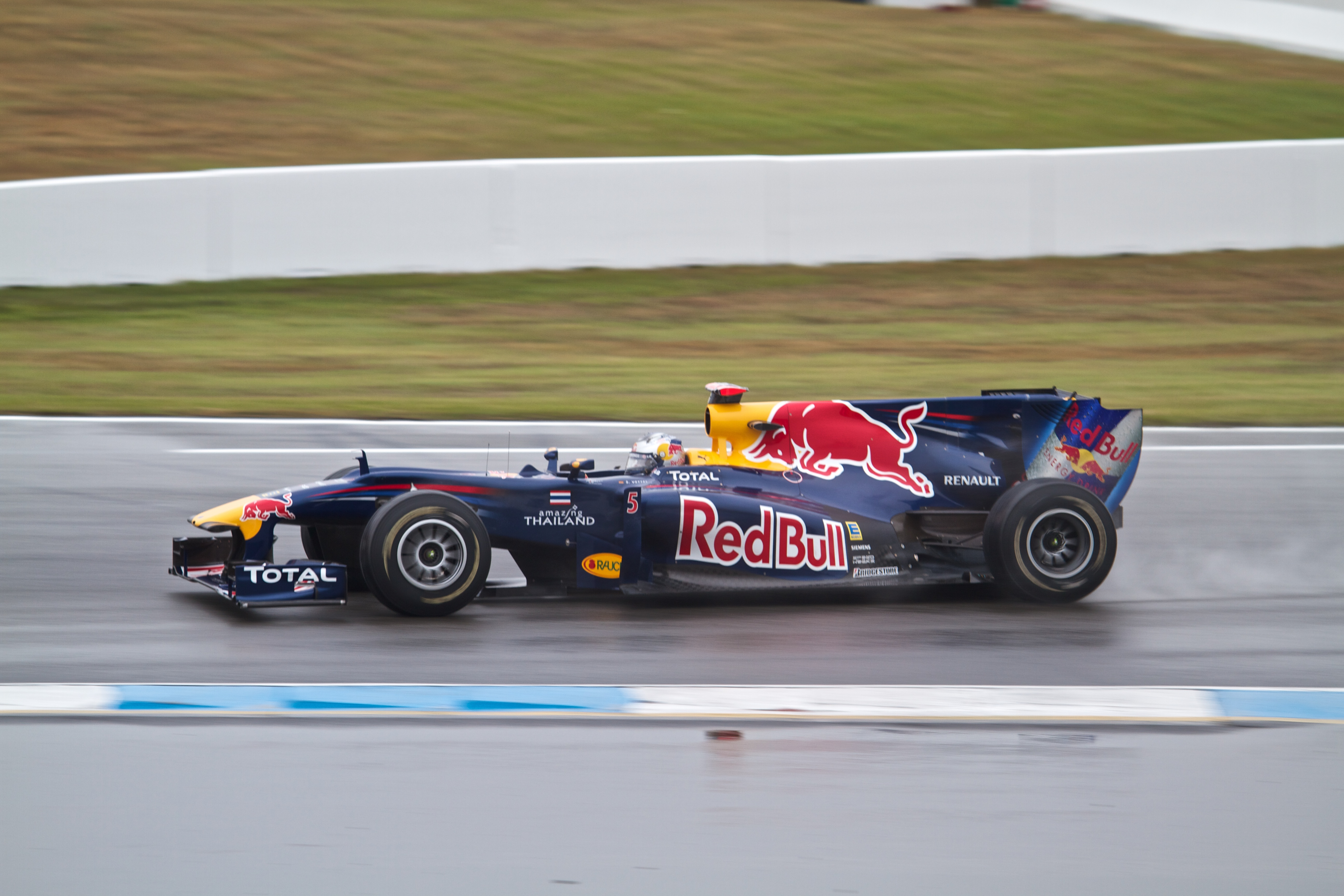
Sebastian Vettel tog hand om pole position.

| KR. | Nr | Förare             | Konstruktör          | Q1        | Q2       | Q3       | Grid |
| --- | -- | ------------------ | -------------------- | --------- | -------- | -------- | ---- |
| 1   | 5  | Sebastian Vettel   | Red Bull-Renault     | 1.15,152  | 1.14,249 | 1.13,791 | 1    |
| 2   | 8  | Fernando Alonso    | Ferrari              | 1.14,808  | 1.14,081 | 1.13,793 | 2    |
| 3   | 7  | Felipe Massa       | Ferrari              | 1.15,216  | 1.14,478 | 1.14,290 | 3    |
| 4   | 6  | Mark Webber        | Red Bull-Renault     | 1.15,334  | 1.14,340 | 1.14,347 | 4    |
| 5   | 1  | Jenson Button      | McLaren-Mercedes     | 1.15,823  | 1.14,716 | 1.14,427 | 5    |
| 6   | 2  | Lewis Hamilton     | McLaren-Mercedes     | 1.15,505  | 1.14,488 | 1.14,566 | 6    |
| 7   | 11 | Robert Kubica      | Renault              | 1.15,736  | 1.14,835 | 1.15,079 | 7    |
| 8   | 9  | Rubens Barrichello | Williams-Cosworth    | 1.16,398  | 1.14,698 | 1.15,109 | 8    |
| 9   | 4  | Nico Rosberg       | Mercedes             | 1.16,178  | 1.15,018 | 1.15,179 | 9    |
| 10  | 10 | Nico Hülkenberg    | Williams-Cosworth    | 1.16,387  | 1.14,943 | 1.15,339 | 10   |
| 11  | 3  | Michael Schumacher | Mercedes             | 1.16,084  | 1.15,026 |          | 11   |
| 12  | 23 | Kamui Kobayashi    | BMW Sauber-Ferrari   | 1.15,951  | 1.15,084 |          | 12   |
| 13  | 12 | Vitalij Petrov     | Renault              | 1.16,521  | 1.15,307 |          | 13   |
| 14  | 14 | Adrian Sutil       | Force India-Mercedes | 1.16,220  | 1.15,467 |          | 191  |
| 15  | 22 | Pedro de la Rosa   | BMW Sauber-Ferrari   | 1.16,450  | 1.15,550 |          | 14   |
| 16  | 17 | Jaime Alguersuari  | Toro Rosso-Ferrari   | 1.16,664  | 1.15,588 |          | 15   |
| 17  | 16 | Sébastien Buemi    | Toro Rosso-Ferrari   | 1.16,029  | 1.15,974 |          | 16   |
| 18  | 18 | Jarno Trulli       | Lotus-Cosworth       | 1.17,583  |          |          | 17   |
| 19  | 19 | Heikki Kovalainen  | Lotus-Cosworth       | 1.18,300  |          |          | 18   |
| 20  | 24 | Timo Glock         | Virgin-Cosworth      | 1.18,343  |          |          | 232  |
| 21  | 21 | Bruno Senna        | HRT-Cosworth         | 1.18,592  |          |          | 20   |
| 22  | 15 | Vitantonio Liuzzi  | Force India-Mercedes | 1.18,952  |          |          | 21   |
| 23  | 20 | Sakon Yamamoto     | HRT-Cosworth         | 1.19,844  |          |          | 22   |
| 24  | 25 | Lucas di Grassi    | Virgin-Cosworth      | Ingen tid |          |          | 241  |

| Vidare från första kvalrundan ▬▬ Vidare från andra kvalrundan ▬▬ |

Noteringar:
- ^1  — Adrian Sutil och Lucas di Grassi fick vardera en 5-gridplaceringsstraff för ett otillåtet växellådesbyte.
- ^2  — Timo Glock fick två 5-gridplaceringsstraff för ett växellådsbyte, samt för att inte ha rapporterat in en ändring på växellådans ratio innan fredagens testkörning.

## Loppet

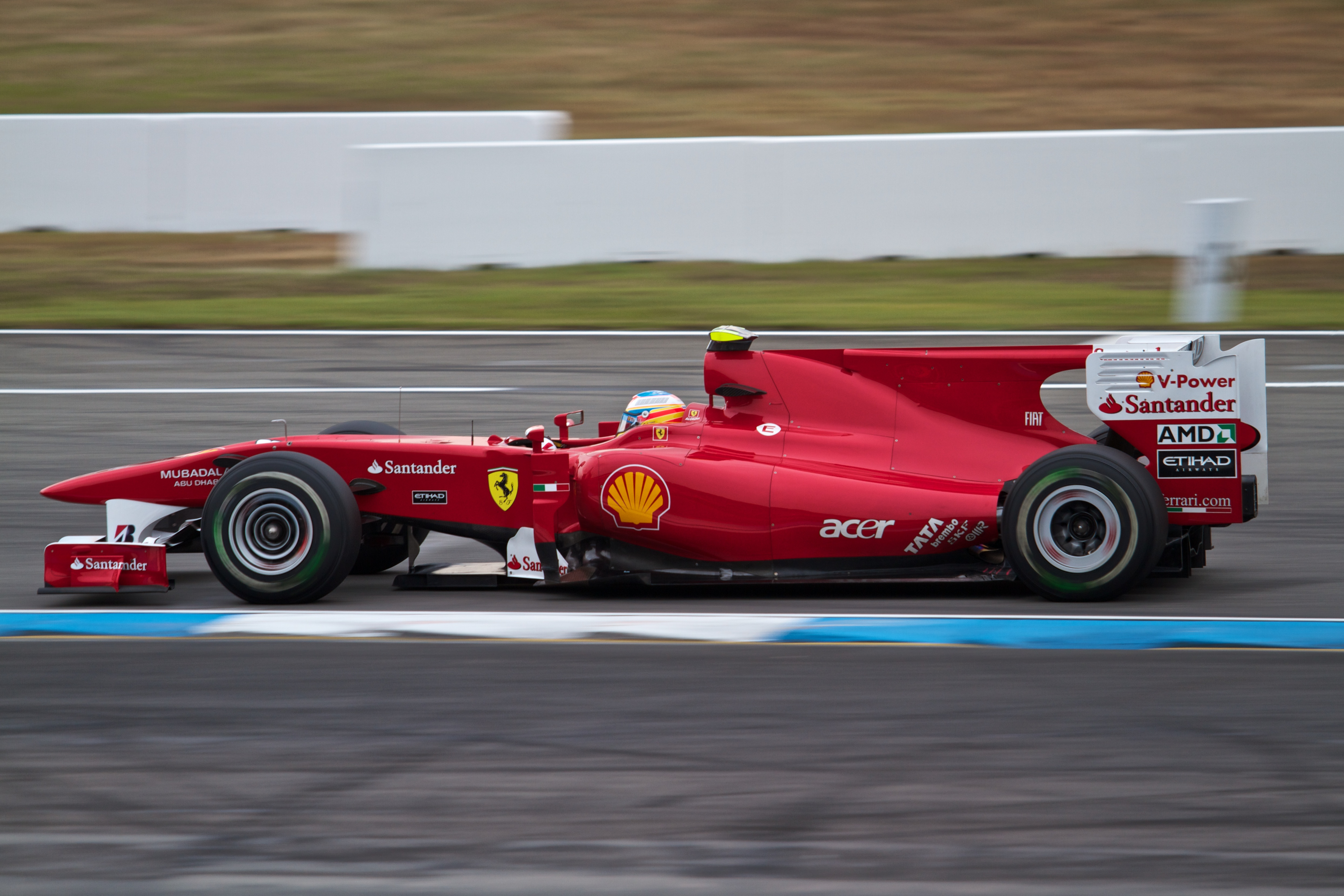
Fernando Alonso vann loppet.

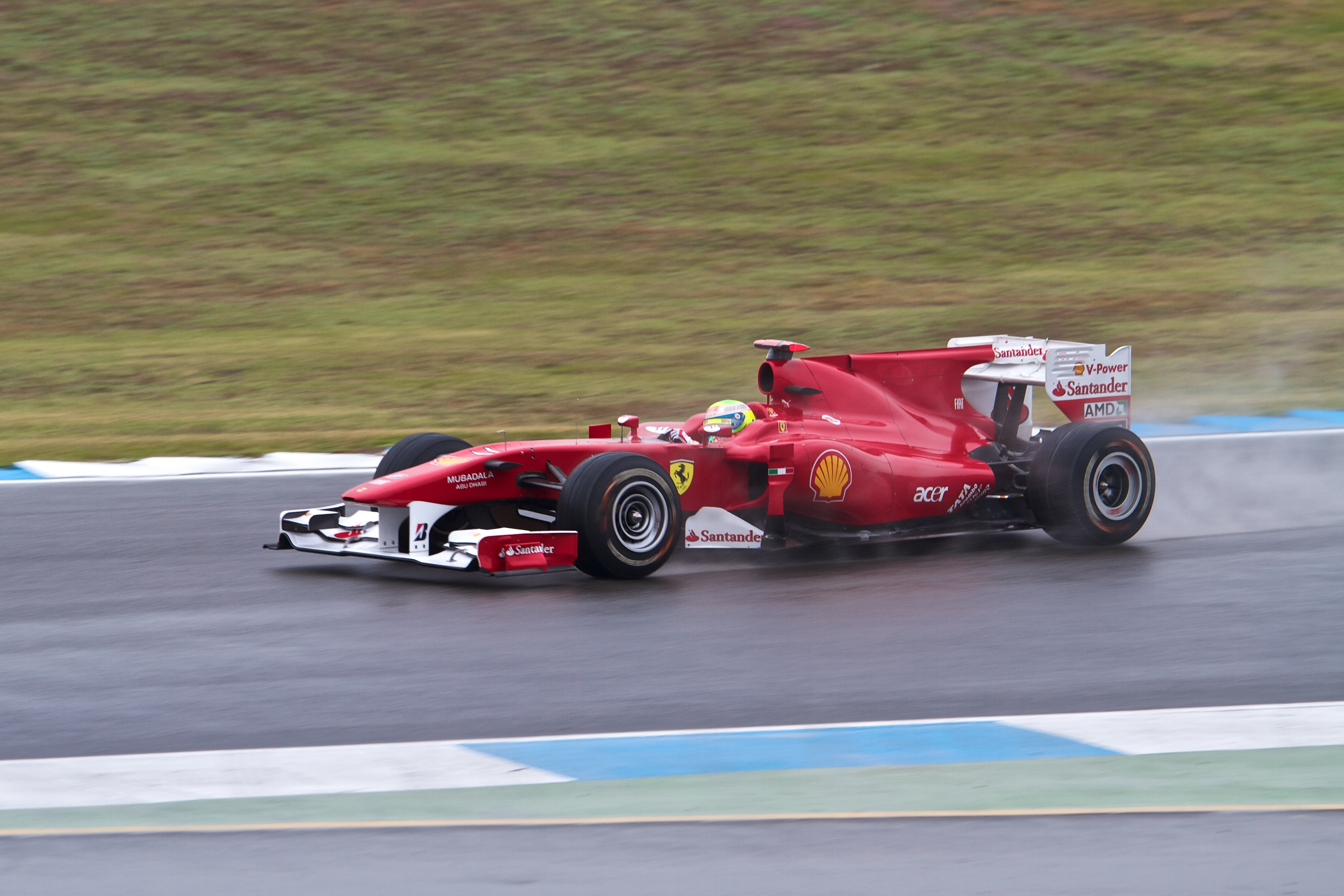
Felipe Massa blev tvåa.

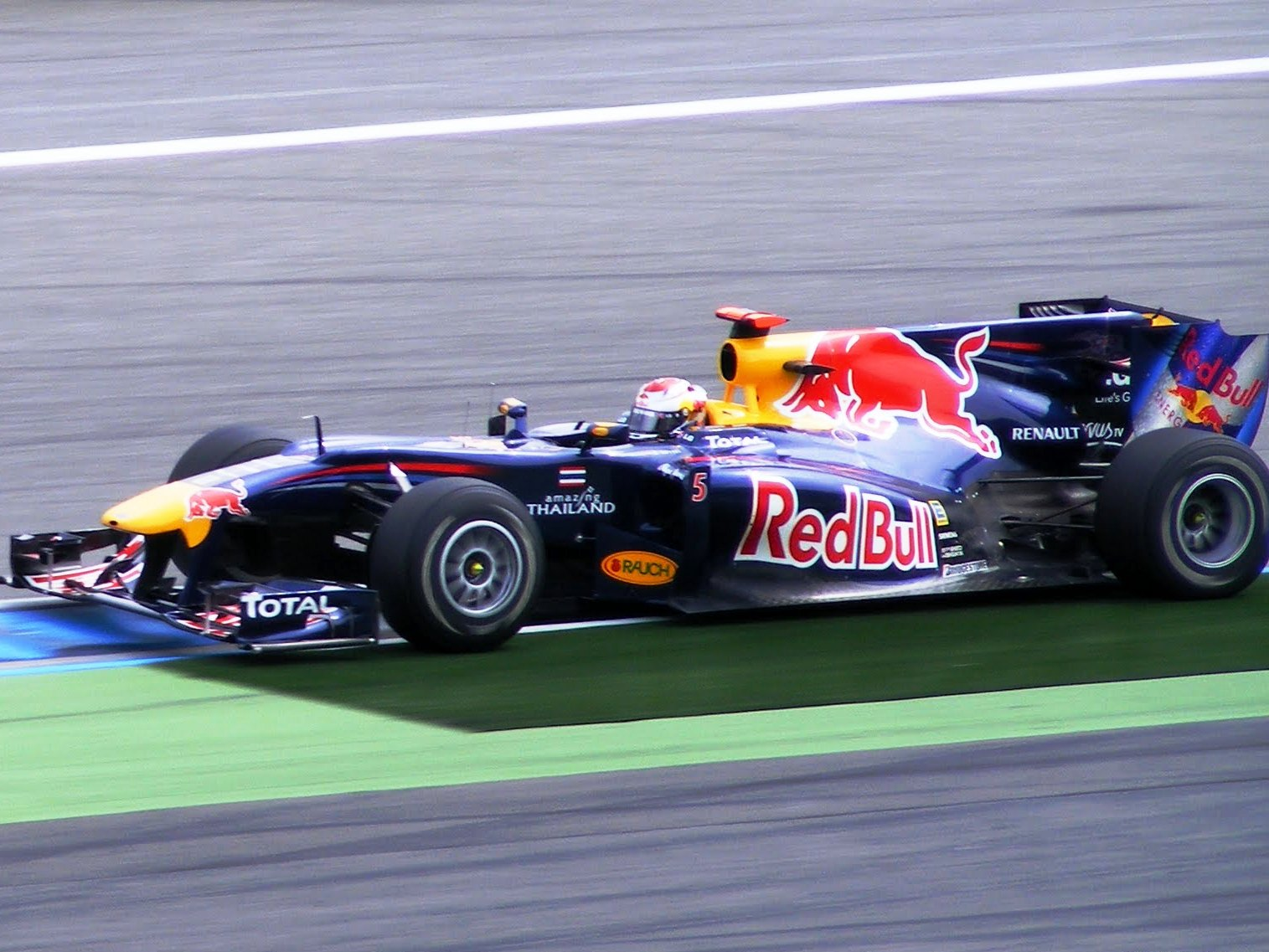
Sebastian Vettel slutade på tredje plats.

| Pos. | Nr | Förare             | Konstruktör          | Varv | Tid         | Grid | P  |
| ---- | -- | ------------------ | -------------------- | ---- | ----------- | ---- | -- |
| 1    | 8  | Fernando Alonso    | Ferrari              | 67   | 1:27.38.684 | 2    | 25 |
| 2    | 7  | Felipe Massa       | Ferrari              | 67   | +4,196      | 3    | 18 |
| 3    | 5  | Sebastian Vettel   | Red Bull-Renault     | 67   | +5,121      | 1    | 15 |
| 4    | 2  | Lewis Hamilton     | McLaren-Mercedes     | 67   | +26,896     | 6    | 12 |
| 5    | 1  | Jenson Button      | McLaren-Mercedes     | 67   | +29,482     | 5    | 10 |
| 6    | 6  | Mark Webber        | Red Bull-Renault     | 67   | +43,606     | 4    | 8  |
| 7    | 11 | Robert Kubica      | Renault              | 66   | +1 varv     | 7    | 6  |
| 8    | 4  | Nico Rosberg       | Mercedes             | 66   | +1 varv     | 9    | 4  |
| 9    | 3  | Michael Schumacher | Mercedes             | 66   | +1 varv     | 11   | 2  |
| 10   | 12 | Vitalij Petrov     | Renault              | 66   | +1 varv     | 13   | 1  |
| 11   | 23 | Kamui Kobayashi    | BMW Sauber-Ferrari   | 66   | +1 varv     | 12   |    |
| 12   | 9  | Rubens Barrichello | Williams-Cosworth    | 66   | +1 varv     | 8    |    |
| 13   | 10 | Nico Hülkenberg    | Williams-Cosworth    | 66   | +1 varv     | 10   |    |
| 14   | 22 | Pedro de la Rosa   | BMW Sauber-Ferrari   | 66   | +1 varv     | 14   |    |
| 15   | 17 | Jaime Alguersuari  | Toro Rosso-Ferrari   | 66   | +1 varv     | 15   |    |
| 16   | 15 | Vitantonio Liuzzi  | Force India-Mercedes | 65   | +2 varv     | 21   |    |
| 17   | 14 | Adrian Sutil       | Force India-Mercedes | 65   | +2 varv     | 19   |    |
| 18   | 24 | Timo Glock         | Virgin-Cosworth      | 64   | +3 varv     | 23   |    |
| 19   | 21 | Bruno Senna        | HRT-Cosworth         | 63   | +4 varv     | 20   |    |
| Ret  | 19 | Heikki Kovalainen  | Lotus-Cosworth       | 56   | Kollision   | 18   |    |
| Ret  | 25 | Lucas di Grassi    | Virgin-Cosworth      | 50   | Växellåda   | 24   |    |
| Ret  | 20 | Sakon Yamamoto     | HRT-Cosworth         | 19   | Motor       | 22   |    |
| Ret  | 18 | Jarno Trulli       | Lotus-Cosworth       | 3    | Växellåda   | 17   |    |
| Ret  | 16 | Sébastien Buemi    | Toro Rosso-Ferrari   | 1    | Kollision   | 16   |    |

| Förare och stall som tog poäng ▬▬ |

## Ställning efter loppet
| Pos. | Förare           | Poäng |
| ---- | ---------------- | ----- |
| 1    | Lewis Hamilton   | 157   |
| 2    | Jenson Button    | 143   |
| 3    | Mark Webber      | 136   |
| 4    | Sebastian Vettel | 136   |
| 5    | Fernando Alonso  | 123   |

| Pos. | Konstruktör      | Poäng |
| ---- | ---------------- | ----- |
| 1    | McLaren-Mercedes | 300   |
| 2    | Red Bull-Renault | 272   |
| 3    | Ferrari          | 208   |
| 4    | Mercedes         | 132   |
| 5    | Renault          | 96    |

- Notering: Endast de fem bästa placeringarna i vardera mästerskap finns med på listorna.